# Asaf Arania
Asaf Avraham Arania (hebräisch אסף אברהם ארניה; * 19. Oktober 2005 in Bnei Berak) ist ein israelischer Fußballspieler, der zuletzt beim SV Darmstadt 98 unter Vertrag stand.

## Karriere
Bis 2020 spielte Arania in der Jugend von Rot-Weiss Frankfurt, ehe er in die Jugendabteilungen des SV Darmstadt 98 wechselte. Dort spielte er 2021/22 in der U17-Bundesliga Süd/Südwest (19 Spiele, 5 Tore), sowie 2022/2023 in der U19-Bundesliga Süd/Südwest (10 Spiele) und in der U19-Sonderspielrunde (7 Spiele, 1 Tor).
In der Saison 2023/2024 wurde Asaf Arania von Trainer Torsten Lieberknecht in den Kader der 1. Mannschaft in der 1. Bundesliga berufen und feierte dort am 4. Mai 2024 beim Auswärtsspiel beim VfL Wolfsburg sein Profidebüt, als er in der 85. Minute bei einem 0:2-Rückstand für Emir Karic eingewechselt wurde und das 0:3 in Spielminute 90.+3 auf dem Platz erlebte.
Nach dem Abstieg der Lilien in die 2. Fußball-Bundesliga 2024/25 blieb Asaf Arania im Kader der ersten Mannschaft, spielte aber vorwiegend für die U21 beim SV Darmstadt 98 II in der Fußball-Hessenliga 2024/25. Im Sommer 2025 verließ er den Verein.